# Ole Roed Jakobsen
Ole Roed Jakobsen (født 3. marts 1963 i Nørre Snede)
Tidligere formand for Danmarks Jægerforbund. (Fra 2006 til 2012)
Formand for Jægernes Naturfond,
Medlem af Skævinge Jagtforening,
Bestyrelsesmedlem Arresøhus Forsamlingshusforening,
Revisor Meløse Vandværk.
Tidligere borgmester i Skævinge Kommune. Venstre.
Tidligere viceborgmester i Hillerød Kommune
Tidligere udvalgsformand Erhvervsudvalget i Hillerød Kommune
Tidligere medlem af økonomiudvalget Hillerød Kommune
Tidligere bestyrelser: Formand Ll. Lyngby Sogns Jagtforening, Formand for Arresøhus Forsamlingshusforening, DN-Allerød, Revalideringsinstitutionen Højagergaard i Slangerup, CVU Storkøbenhavn, CVU København/Nordsjælland, Efter- & Videreuddannelsesudvalget CVU København/Nordsjælland, VUC Nordsjælland, formand for valgbestyrelse Gørløse Skole, formand for beredskabskommission, formand for valgbestyrelse, formand for økonomiudvalg, medlem af Taksationskommissionen for Frederiksborg Amt, delegeret til I/S Vestforbrænding, delegeret Kommunernes Landsforening, delegeret repræsentantskabet Danmarks Jægerforbund 1992-2002, Teknik- & Miljøudvalget Kommunernes Landsforening
I juni 2012 tabte Ole Roed Jakobsen kampvalget i Jægerforbundet til Claus Lind Christensen. Der var 375 stemmer fra Jægerforbundets repræsentantskab. De 224 stemmer gik til Claus Lind Christensen mod 143 stemmer til Ole Roed Jakobsen.
Efterfølgende stævnede Ole Roed Jakobsen Jægerforbundet omkring en række ansættelsesretlige forhold. Jægerforbundet blev sidenhen frifundet både ved byretten og landsretten.
Tidligere erhverv: Vicepolitikommissær (Proceskonsulent i Rigspolitiet (1998-2004) – medarbejder/ledelsesudvikling)

## Eksterne kilder og henvisninger
1. ↑  Ny formand i Jægerforbundet - Jægernes Magasin
2. ↑  Jægerforbundet frifundet ved landsretten - Danmarks Jægerforbund

- Ole Roed Jakobsens hjemmeside Arkiveret 5. oktober 2007 hos  Wayback Machine